# جون وندغرين
جون وندغرين هو دراج دنماركي، ولد في 5 يناير 1899 في كوبنهاغن في الدنمارك، وتوفي بنفس المكان في 21 يونيو 1979.

## وصلات خارجية
- جون وندغرين على موقع أوليمبيديا (الإنجليزية)